# فس پارکر
فس پارکر (انگلیسی: Fess Parker؛ ۱۶ اوت ۱۹۲۴ – ۱۸ مارس ۲۰۱۰) یک هنرپیشه اهل ایالات متحده آمریکا بود.
از فیلم‌ها یا مجموعه‌های تلویزیونی که وی در آن‌ها نقش داشته است می‌توان به دیوی کراکت اشاره نمود.

## درگذشت
پارکر به مرگ طبیعی در 18 مارس 2010 در خانه اش در سانتا ینز، کالیفرنیا، در نزدیکی شراب سازی فس پارکر درگذشت. او در گورستان سانتا باربارا با سنگ قبر ساده و کلاهی از پوست خمره که زیر نامش حک شده است به خاک سپرده شده است.